# Aeroportul Regional Watertown
Aeroportul Regional Watertown (IATA: ATY, ICAO: KATY, FAA LID: ATY) este un aeroport din Dakota de Sud, Statele Unite ale Americii ce deservește zona Watertown⁠(d). Aeroportul a fost tranzitat în 2019 de 23.362 de pasageri. A fost numit după zona deservită.
Situat la o altitudine de 533 m, aeroportul dispune de 2 piste.

## Infrastructură

### Piste
Aeroportul dispune de 2 piste. Pista 12/30 are suprafața de asfalt și dimensiunile 6.898 picioare × 100 picioare. Pista 17/35 are suprafața de beton și dimensiunile 6.893 picioare × 100 picioare. 